# Willie Mays
Willie Howard Mays, Jr. (6 de maio de 1931 – 18 de junho de 2024), apelidado "The Say Hey Kid", foi um jogador americano da Major League Baseball (MLB) que atuou como campista central e que passou quase todas suas 22 temporadas na carreira jogando pelo New York e San Francisco Giants, antes de encerrar a carreira com o New York Mets. Foi eleito para o   Hall of Fame na votação de 1979, seu primeiro ano como elegível.

## Morte
Mays morreu em uma casa de repouso em Palo Alto, Califórnia, Estados Unidos, em 18 de junho de 2024, aos 93 anos.